# Glucagon-like peptide-2
Le peptide-2 de type glucagon ou glucagon-like peptide-2 ( GLP-2 ) est un peptide de 33 acides aminés, dont la séquence est chez l'homme HADGSFSDEMNTILDNLAARDFINWLIQTKITD (voir Acide aminé protéinogène). Le GLP-2 est créé par clivage protéolytique post-traductionnel spécifique du proglucagon dans un processus qui libère également le glucagon-like peptide-1 (GLP-1). Le GLP-2 est produit par les cellules L de l'intestin (cellule entéro-endocrines) et par divers neurones du système nerveux central. Le GLP-2 intestinal est co-sécrété avec le GLP-1 lors de l'ingestion de nutriments. 
Lorsqu'il est administré par voie externe, le GLP-2 produit un certain nombre d'effets chez l'homme et les rongeurs, notamment la croissance intestinale, l'amélioration de la fonction intestinale, la réduction de la dégradation des os et la neuroprotection. Le GLP-2 peut agir de manière endocrine pour adapter croissance intestinale et métabolisme à l'apport en nutriments. Le GLP-2 et ses analogues peuvent constituer un traitement en cas de syndrome de l'intestin court, de maladie de Crohn, d'ostéoporose et comme traitement adjuvant au cours d'une chimiothérapie anticancéreuse. 

## Voir également
- Récepteur du glucagon-like peptide-2